# یواس‌سی‌جی‌سی دورادو (دبلیوپی‌بی-۸۷۳۰۶)
یواس‌سی‌جی‌سی دورادو (دبلیوپی‌بی-۸۷۳۰۶) (به انگلیسی: USCGC Dorado (WPB-87306)) یک کشتی است که طول آن ۸۷ فوت (۲۷ متر) می‌باشد. این کشتی در سال ۱۹۹۹ ساخته شد.